# Steeg (Wuppertal)
Die Ortslage Steeg im Wohnquartier Osterholz im Wuppertaler Stadtbezirk Vohwinkel geht auf eine alte Hofschaft zurück. Heute ist der Ort eine Wüstung.
Ein Zusammenhang mit den Ortslagen Unten vorm Steeg, Oben vorm Steeg und Steeger Eiche in der ehemaligen Gemarkung Sonnborn ist nicht belegt. Ebenso ist ein Zusammenhang mit Steeg in der damaligen Unterste Honschaft Haan nicht belegt.

## Lage
Die Hofschaft befand sich im äußersten Westen des heutigen Stadtteils an der Gemeindegrenze zu Haan, an einem nach Süden abfallenden Hang. Nach Norden schließt sich das Waldgebiet Osterholz an.
Benachbarte Ortslagen waren: Alt-Derken, Osterholz, Simonshöfchen, Ölbers, Zur Linden und Schrotzberg. Zur Nachbargemeinde Haan gehörend liegt benachbart: Birschels und mittlerweile wüst gefallen Mühlenfeld, Isenberg, Klevenhof und Vogelsang.

## Geschichte
Steeg, eine kleine Hofschaft, gehörte bis zu Beginn des 19. Jahrhunderts zur Oberste Honschaft Haan im bergischen Amt Solingen.
Die Hofanlage gehörte zum Kirchspiel Haan und kam 1894 nach Vohwinkel, das 1929 mit Elberfeld und Barmen zu Wuppertal vereinigt wurde.
Auf einer Karte von 1892/94 ist die Ortslage als ‚Sterg‘ beschriftet. Eine frühere Namensnennung als ‚Steg‘, ‚aufm Stich‘, ‚Stip‘, ‚Stick‘ wird erwähnt. Auf den topographischen Karten (TK25) ab 1907 bis 1953 dann nur ‚Steeg‘, auf der Karte von 1963 ist die Ortslage nicht mehr eingezeichnet, bzw. der Ort wurde zu dieser Zeit geschleift.

## Die ehemalige Straße
Nach dieser Ortslage war die Straße Steeg bis 1935 benannt, sie wurde dann in ‚Alt-Derken‘ umbenannt. Vor der Benennung hieß diese bis 1935 Steeg und dann ab 1935 Derken.